# Karlovarský kraj
Der Karlovarský kraj (deutsch Karlsbader Region) ist eine der 14 Regionen in Tschechien. Die auf die Fläche bezogen nach der Region Liberec zweitkleinste Region bildet den westlichsten Teil des Landes und grenzt an Sachsen im Norden, an Bayern im Westen sowie an die tschechischen Regionen Pilsen im Süden und Aussig (Ústí nad Labem) im Osten. Verwaltungssitz der Region ist das namensgebende Karlsbad (Karlovy Vary). In der Region Karlsbad befinden sich das Westböhmische Bäderdreieck mit den drei bekannten Kurbädern Karlsbad (Karlovy Vary), Marienbad (Mariánské Lázně) und Franzensbad (Františkovy Lázně). Weitere bedeutende Städte sind Eger (Cheb) und Falkenau (Sokolov).

## Landschaft
Höchster Punkt ist der Berg Klínovec (1244 m n.m.) im Erzgebirge, der tiefste (320 m n.m.) liegt an der Grenze im Okres Karlovy Vary. Das Klima und der Boden bilden keine gute Grundlage für die Landwirtschaft. Das Rohstoffvorkommen besteht vor allem aus Braunkohle, Ton und kleinen Erzlagerstätten. Das Waldgebiet nimmt einen Anteil von 43 % an der Gesamtfläche ein, etwa das 1,3fache des Landesdurchschnitts. Die landwirtschaftliche Fläche nimmt nur einen Anteil von 17 % der Kreisfläche ein.

## Statistische Kennzahlen
| Statistische Kennzahlen 2002 | Statistische Kennzahlen 2002 | Statistische Kennzahlen 2002 | Statistische Kennzahlen 2002 | Statistische Kennzahlen 2002 |
| ---------------------------- | ---------------------------- | ---------------------------- | ---------------------------- | ---------------------------- |
| Aufteilung der Distrikte     |                              |                              |                              |                              |
|                              | Fläche in km²                | Einwohner1)                  | Durchschnittsalter1)         | Gemeinden                    |
| Okres Cheb                   | 933                          | 91.837                       | 42,2                         | 39                           |
| Okres Karlovy Vary           | 1.628                        | 115.785                      | 43,2                         | 55                           |
| Okres Sokolov                | 753                          | 89.127                       | 41,7                         | 38                           |

1)am 1. Januar 2017
Anteil am Bruttoinlandsprodukt (2001): 2,3 %,
Arbeitslosenquote (2017): 4,95 %

## Wirtschaft
In den Bezirken Karlsbad und Eger überwiegt der Fremdenverkehr, vor allem durch Kuraufenthalte. Im Bezirk Sokolov überwiegt die Industrie mit den Schwerpunkten Kohlebergbau, Energiewirtschaft, chemische Industrie und Maschinenbau. Immer noch von Bedeutung ist die Glas- und Porzellanindustrie, die Getränkewirtschaft, die Herstellung von Musikinstrumenten im Musikwinkel und die Textilproduktion.

## Demographie
Im Jahre 2017 lebten in der Region 296.749 Menschen, davon 50,6 % Frauen. 2002 stieg die Anzahl der Geburten im Vergleich zu den Vorjahren, wobei die Sterblichkeit sank. Ebenfalls positiv entwickelte sich das Wanderungssaldo. Die Anzahl der Eheschließungen stieg um 2,1 Prozent, während die Anzahl der Scheidungen um 9,7 Prozent zunahm.

## Politik
Landeshauptmann (Hejtman) der Region ist seit Dezember 2020 Ing. Petr Kulhánek (STAN). Er löst Petr Kubis ab.
Im Regionsparlament wurde bei den letzten Wahlen im Jahr 2016 ANO die stärkste politische Kraft: Mit 22,91 % erhielt sie 13 von 45 Sitzen. Die sozialdemokratische ČSSD erhielt mit 13,91 % 8 Sitze. Die kommunistische KSČM (zuvor stärkste Kraft) erreichte mit 11,5 % (6 Sitze) das drittstärkste Ergebnis. Das Bündnis STANKOAKD (bestehend aus STAN, KOA (Karlovarská občanská alternativa), KDU-ČSL und TOP 09) erhielt mit 10,09 % 5 Sitze. ODS kam auf 7,59 % der Stimmen und so 4 Sitze. HNHRM (6,4 %, Hnutí nezávislých za harmonický rozvoj obcí a měst), SPO + SPD (5,52 %) sowie ČPS (5,46 %) erhielten je 3 Sitze. Die restlichen Stimmen wurden für Parteien und Wahllisten abgegeben, die an der Sperrklausel von 5 % scheiterten. Die Wahlbeteiligung lag bei 30,23 %.
Die 9 Mitglieder des Regionsrates, dem Exekutivorgan der Region, stellen ANO (4 Mitglieder), ODS (2) sowie mit je einem Mitglied HNHRM, ČPS und SPO + SPD.

## Größte Städte
| Stadt             | Einwohner (1. Januar 2017) |
| ----------------- | -------------------------- |
| Karlovy Vary      | 49.046                     |
| Cheb              | 32.394                     |
| Sokolov           | 23.546                     |
| Ostrov            | 16.949                     |
| Chodov            | 13.671                     |
| Aš                | 13.227                     |
| Mariánské Lázně   | 13.042                     |
| Nejdek            | 7.838                      |
| Kraslice          | 6.802                      |
| Horní Slavkov     | 5.502                      |
| Františkovy Lázně | 5.497                      |
| Habartov          | 4.906                      |
| Kynšperk nad Ohří | 4.817                      |

## Beschäftigung
Die Anzahl der Beschäftigten betrug 2,3 % aller Beschäftigten in Tschechien. Die Arbeitslosigkeit, nach der Wende zunächst äußerst niedrig, da viele Einwohner im benachbarten Deutschland arbeiteten, stieg zwischenzeitlich auf 10,1 %. Auf eine offene Stelle kamen 13,1 Arbeitslose (Landesdurchschnitt 12,7). 1994 waren es noch 1,2 Prozent. Der durchschnittliche Monatsverdienst betrug 13.975 CZK, 13,8 % weniger als der Landesdurchschnitt. 2017 betrug die Arbeitslosigkeit noch 4,95 %.

## Soziale Einrichtungen
Durch die Veränderung der Altersstruktur ging der Bedarf an Kindergärten und Grundschulen in den letzten Jahren zurück, während es nunmehr einen gestiegenen Bedarf an Einrichtungen der Alterspflege gibt. Aus wirtschaftlichen Gründen wurden einige kleine Krankenhäuser geschlossen, dafür stieg die Zahl der Arztpraxen.

## Fremdenverkehr
In der Region findet man die höchste Konzentration von Kurstädten in Tschechien. 70 Kureinrichtungen (44 % des Landes) sowie weitere 512 Übernachtungseinrichtungen beherbergten 2002 etwa 480.000 Besucher (etwa 65 % aus dem Ausland). Für Wassersportler bietet sich der Fluss Ohře an.

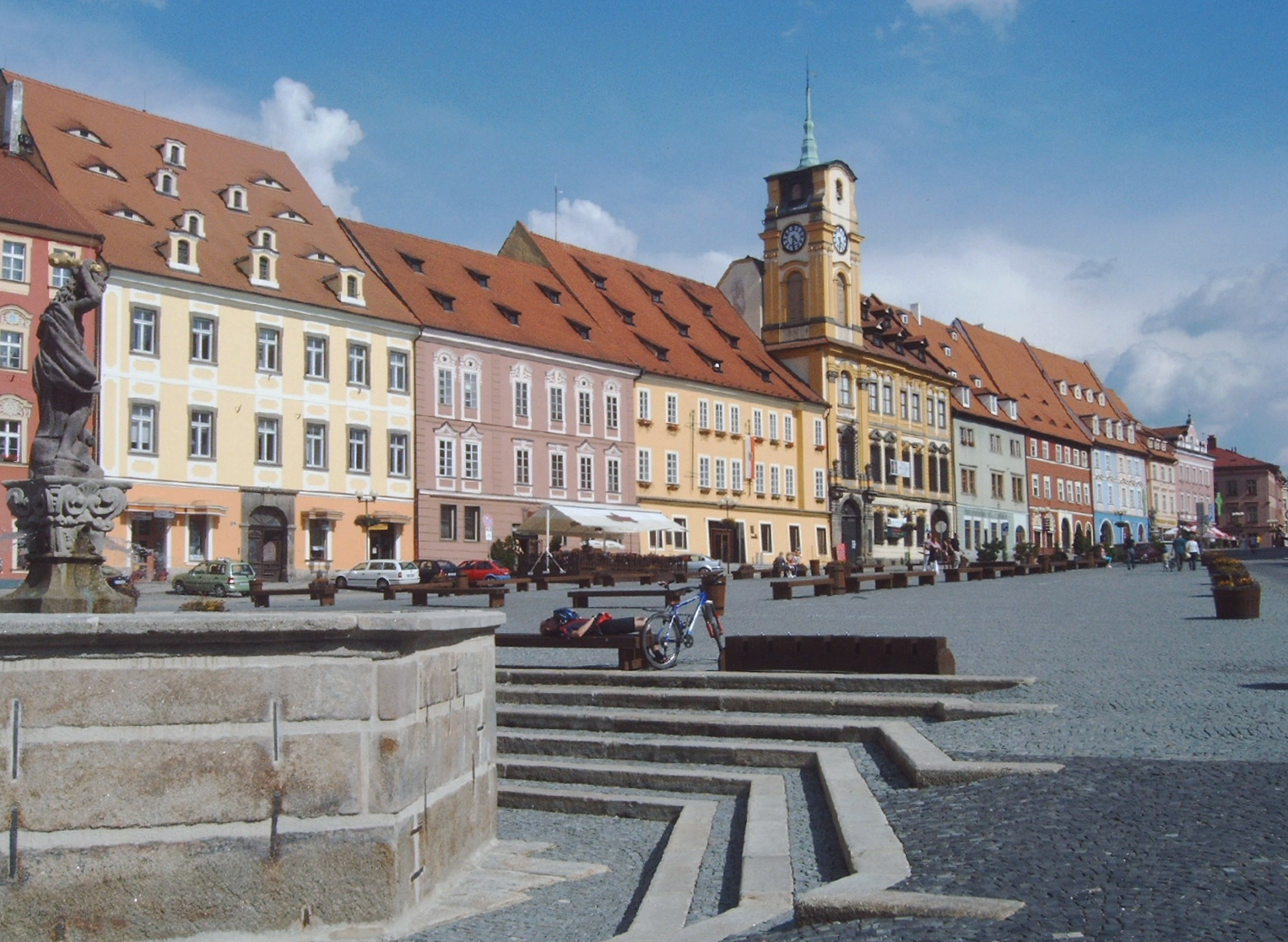
Marktplatz von Cheb
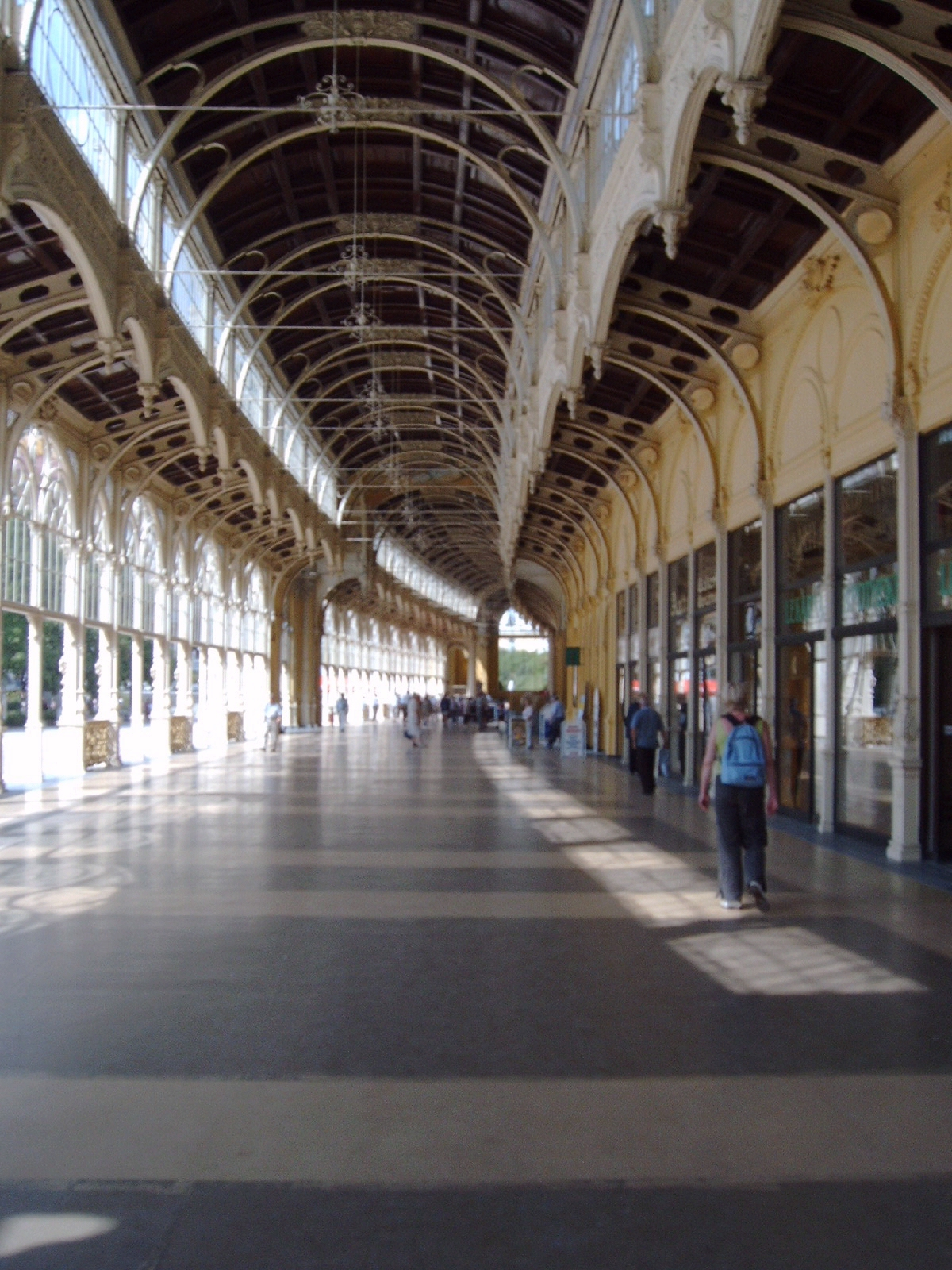
Innenansicht der Kolonnade in Marienbad
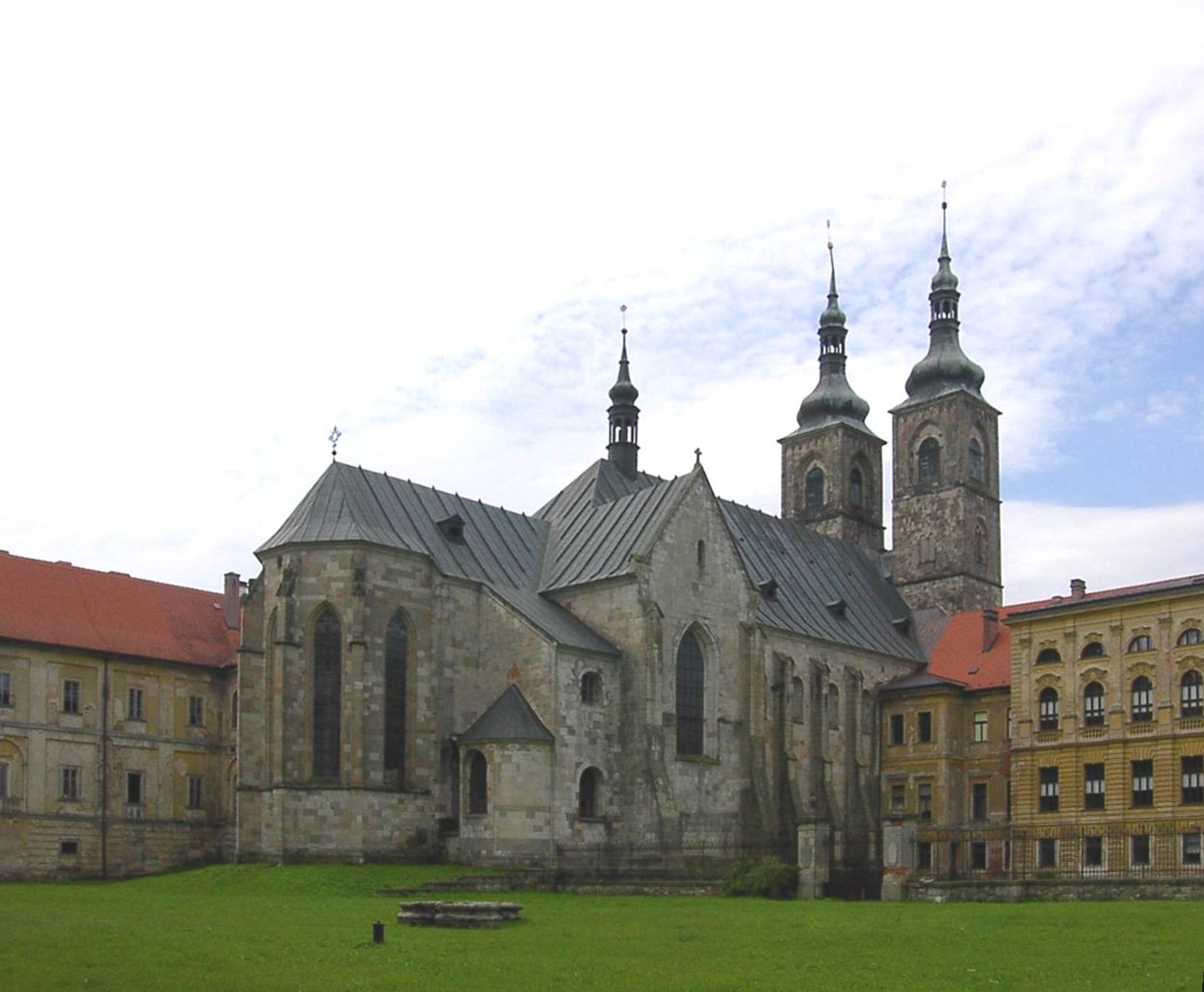
Kloster Teplá

## Verkehrsstruktur
Nach der Grenzöffnung 1989 stieg der Straßenverkehr deutlich an, insbesondere der Güterverkehr belastete mit Emissionen stark die Umwelt. Die Infrastruktur im Straßenbau entspricht nicht dem gestiegenen Verkehrsaufkommen. Die Region ist mit einem relativ dichten Schienennetz ausgestattet.